# ユーラシアカワウソ
ユーラシアカワウソ(Lutra lutra)は、哺乳綱食肉目イタチ科カワウソ属に分類される食肉類。別名ヨーロッパカワウソ。

## 分布
ツンドラ地帯を除くユーラシア大陸、アルジェリア、インドネシア（スマトラ島）、スリランカ、チュニジア、モロッコ
模式標本の産地（基準産地・タイプ産地・模式産地）はスウェーデンとされる。

## 形態
頭胴長（体長）57 - 70センチメートル。尾長35 - 40センチメートル。体重4.1 - 16キログラム。背面は黒褐色や灰褐色、喉から頬・胸部・腹部にかけては淡黄色や灰白色。
鼻孔周辺の体毛で被わらない裸出部（鼻鏡）上縁は、アルファベットの「W」字状。指趾の間には幅広い水掻きがあり、肉球の半分程度の位置まで達する。

## 分類
以下の分類は、MSW3(Wozencraft,2005)に従う。
Lutra lutra lutra (Linnaeus, 1758)
Lutra lutra angustifrons Lataste, 1885
Lutra lutra aurobrunneus Hodgson, 1839
Lutra lutra barang F. G. Cuvier, 1823
Lutra lutra chiensis Gray, 1837
Lutra lutra hainana Xu & Lu, 1983
Lutra lutra kutab Schinz, 1844
Lutra lutra meridionalis Ognev, 1931
Lutra lutra monticolus Hodgson, 1839
Lutra lutra nair F. G. Cuvier, 1823
Lutra lutra seistanica Birula, 1913
MSW3(Wozencraft,2005)ではニホンカワウソを独立種Lutra nipponとしているが、過去の分布をwidely distributed in Japanとしており北海道を含めた日本広域とみなしている可能性がある。亜種ニホンカワウソの記載論文を含むMSW3の出典では北海道産はL. nipponとされたことはなく、他の日本産食肉類でも北海道の分布に誤りや見落としがあることからニホンカワウソを含まない本種の分布域から北海道が見落とされた可能性が指摘されている。
以下の日本産の絶滅個体群を含む説もある。分類は石井(2014)に従う。
†Lutra lutra nippon Imaizumi & Yoshiyuki, 1989 Japanese river otter（絶滅亜種）
日本（本州、四国、九州、壱岐、対馬）。文献調査や聞き取り調査から、五島列島にも分布していたとされる。模式標本の産地は高知県中村市。
体長に対する尾の比率が60 - 70 %と、尾の比率が大きい。
ミトコンドリアDNAのシトクロムbの塩基配列の比較では、大陸産の個体とは7 - 9塩基の置換があり遺伝的差異があることが示唆されている。
†Lutra lutra whiteleyi (Gray, 1867) Hokkaido river otter（絶滅亜種）
日本（北海道）
後眼窩突起が小型で、眼窩の後縁が不明瞭。
若齢個体のみの少数の標本に基づく記載で、雌雄・年齢・地理変異など他亜種との比較が必要だが絶滅した可能性が高く正確な分類上の位置は不明。

## 生態
河川や湖・湿原・海岸などに生息する。夜行性だが、薄明薄暮時にも活動する。
主に魚類を食べるが（食性の70 - 90 %）、カエル、鳥類、アナウサギやデスマン類などの小型哺乳類、ザリガニ類などの甲殻類なども食べる。群れで協力し獲物を捕らえることもある。
陸上や水中で1 - 2時間にわたり追跡を行った後に、水中で交尾を行うことが多い。妊娠期間は59 - 65日。1回に1 - 5頭（平均2 - 3頭）の幼獣を産む。生後28 - 35日で開眼する。授乳期間は2か月で、離乳する頃になると水中に入るようになる。

## 人間との関係
地域によっては人に飼いならされ、漁業に用いられることもある。一方で漁獲物を食害する害獣として扱われることもある。
河川改修ダム建設による生息地の破壊およびそれによる獲物の減少、水質汚染、交通事故、漁業による混獲、毛皮目的や食用の狩猟などにより、生息数は減少している。西ヨーロッパでは生息数が回復傾向にあるとされるが、アフリカ大陸北部やアジアでは生息数の推移に関するデータがない。
日本では毛皮用の乱獲、森林伐採による水資源の枯渇、河川改修による獲物の減少、農業や生活・工業排水による水質汚染、漁業による混獲、害獣としての駆除により絶滅した。1964年に国の天然記念物、1965年に特別天然記念物に指定されている。
1976年にチュニジアの個体群がワシントン条約附属書IIIに、1977年にワシントン条約附属書Iに掲載されている。
L. l. nippon ニホンカワウソ（本州以南亜種）
本州では1954年に和歌山県の友ヶ島での生息が報告されて以降は記録がない。五島列島では文献調査によると1950年代、聞き取り調査では未確認の死骸の発見例から1980年代に絶滅したと考えられている。以降の記録は主に四国、特に愛媛県と高知県に限られる。香川県では1948年に3匹が混獲、徳島県では1977年の轢死体と1979年に足跡と糞による痕跡のみが確認されている。愛媛県では瀬戸内海沿岸では1965年、宇和海沿岸では1975年以降は記録がない。高知県では須崎市での1979年の目撃例以降は確実な記録がない。1994年に環境省により生態調査が行われたが、生息は確認できなかった。1923 - 1927年の狩猟捕獲数は57、111、49、30、46匹。1945 - 1978年の126例の死亡記録では混獲による溺死が39例、タイ・ハマチ養殖での駆除が38例と報告されている。
絶滅（環境省レッドリスト）
L. l. whiteleyi ニホンカワウソ（北海道亜種）
北海道では昭和初期には石狩地域でも見られたが、1940 - 1950年代には生息記録はほぼなくなった。1955年に斜里町の斜里川水系で捕獲されて以降は記録がなく1950年代に絶滅したと考えられている。
絶滅（環境省レッドリスト）